# 克里斯蒂娜·瓦森
克里斯蒂娜·瓦森（德語：Christina Wassen，1999年1月12日—），德国女子跳水运动员，2023年欧洲运动会女子双人10米跳台金牌得主和女子10米跳台银牌得主、2023年世界游泳锦标赛混合团体铜牌得主。